# Амиров, Урал Римович
Ура́л Ри́мович Ами́ров (3 июля 1980) — российский футболист, нападающий.

## Биография
Начал карьеру в ижевском «Динамо» в 1998 году. В 1999 году перешёл в «Газовик-Газпром». В 2001 году провёл сезон за казанский «Рубин». В следующем сезоне выступал за красноярский «Металлург». В 2003—2004 годах играл за воронежский «Факел». В 2005—2006 годах играл в составе клуба «Волгарь-Газпром».
В 2007 году играл за клуб «Луховицы», вместе с которым дошёл до 1/16 финала Кубка России, где проиграл «Рубину» 1:2. Далее выступал за новороссийский «Черноморец», «Волгарь-Газпром-2», «Горняк» из Учалы, уфимский «Башинформсвязь-Динамо», «Торпедо» из Армавира и «Сахалин» из города Южно-Сахалинск.
После завершения профессиональной карьеры занялся тренерской работой. Тренировал подростковые клубы в Индии и России. В настоящий момент ведет активную работу по развитию подросткового футбола в Санкт-Петербурге.
Воспитывает двух сыновей.